# Piazza San Domenico (Palermo)
Piazza San Domenico, Palermo egyik tere, amely a Loggia negyedben található, a Via Roma mellett. A tér nevét a téren található Szent Domonkos-templomról kapta, amely a város egyik legismertebb nevezetessége.  A múltban a tér neve "Piazza Imperiale" (Birodalom tér) volt, ugyanis a tér VI. Károly császár döntése nyomán született meg.
A tér közepén a Szeplőtelen fogantatás oszlopa (Colonna dell'Immacolata) található, amit 1724-ben Tommaso Napoli tervezett és az oszlopot Giovanni Biagio Amico emelte 1728-ban. A domonkos rend egykori kolostora, a mai Risorgimento Múzeum helyén található. A térről nyílik Palermo egyik legismertebb történelmi piaca, a Vucciria, ami a street food kedvelők egyik legismertebb helye.

## Galéria

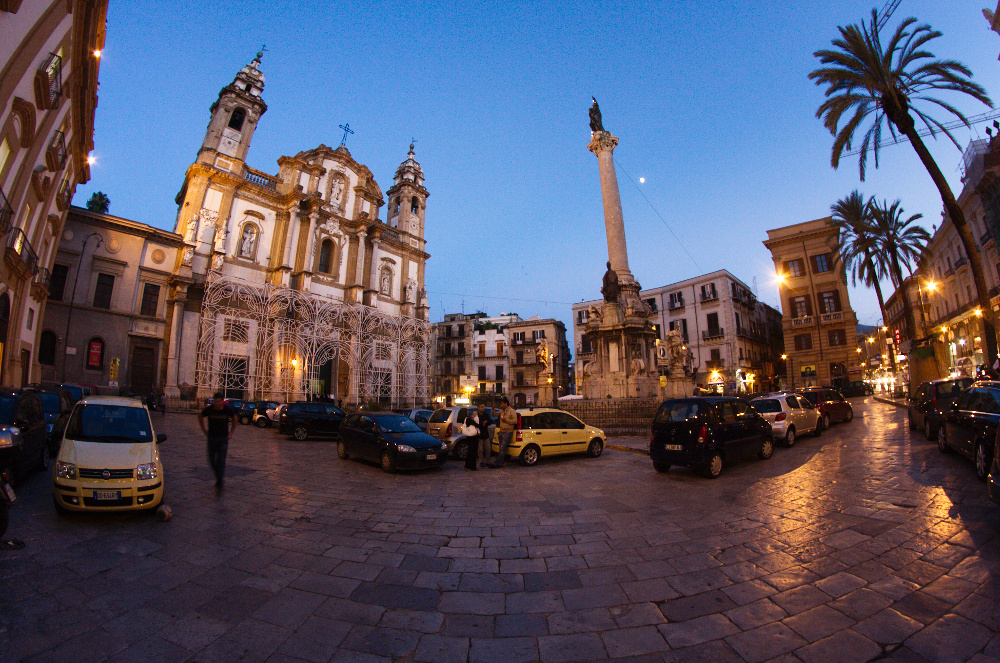
Szent Domonkos-templom.
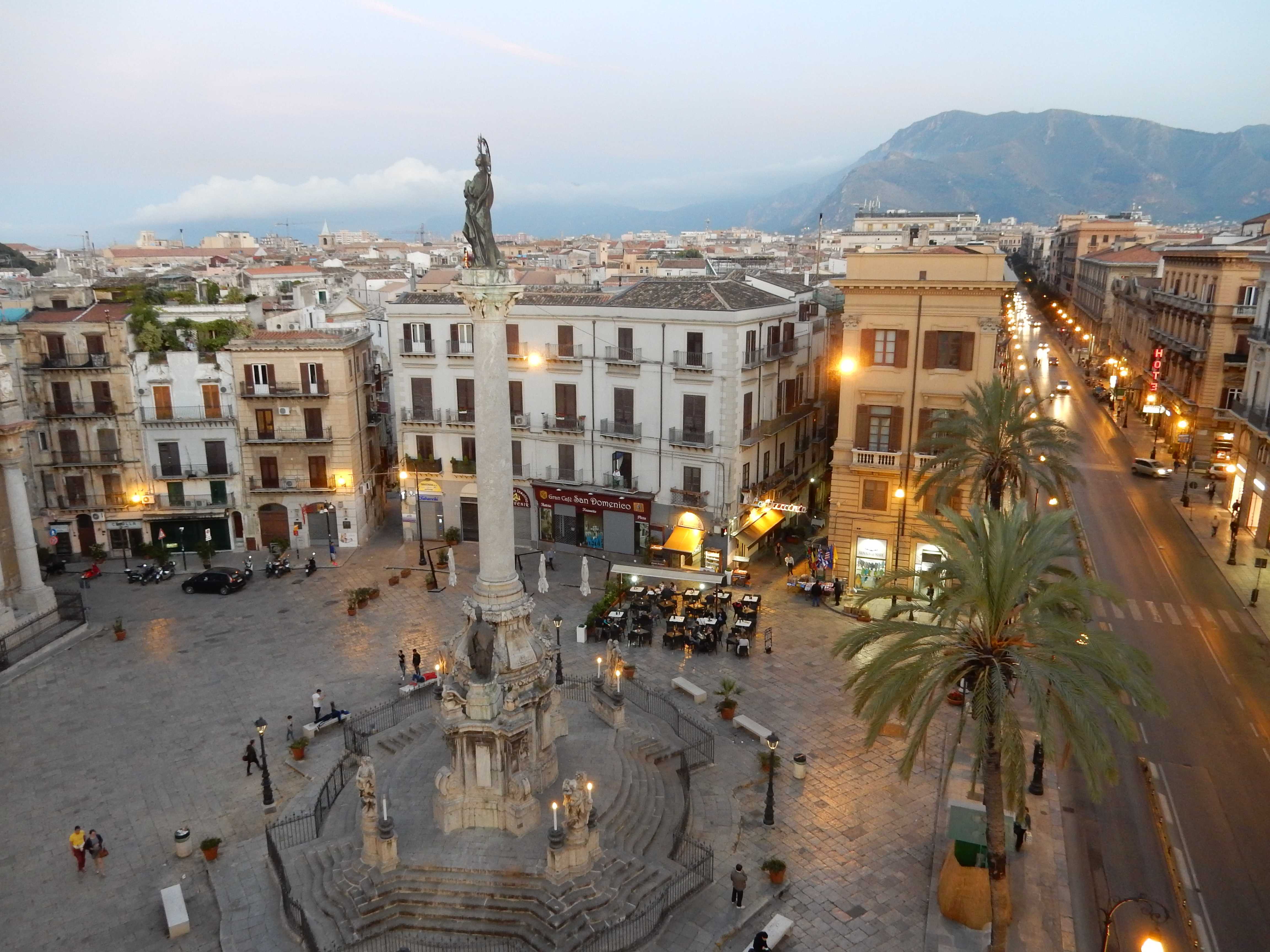
A tér a Rinascente áruház felőli nézetből.